# شبنم واحدی
شبنم واحدی (زاده ۹ مرداد ۱۳۷۸ در تهران) کاراته‌کا اهل ایران است.
از افتخارات وی می‌توان به کسب مدال طلا وزن ۶۵+ کیلوگرم مسابقات قهرمانی امیدهای آسیا در قزاقستان ۲۰۱۷ اشاره کرد.